# الطريق النبيل الثماني

عجلة دارما التي تستخدم عادة للرمز إلى الطريق النبيل الثماني.

الطريق النبيل الثماني هو أحد التعاليم الرئيسية لبوذا، الذي وصفه بأنه الوسيلة التي تؤدي إلى وقف المعاناة وتحقيق صحوة الذات. فهو يستخدم لتطوير نظرة ثاقبة في الطبيعة الحقيقية للظواهر (أو الواقع) والقضاء على الجشع والحقد والوهم. الطريق النبيل الثماني هو الحقيقة النبيلة الرابعة لبوذا، والعنصر الأول من الطريق النبيل الثماني هو بدوره فهم الحقائق النبيلة الأربع.
جميع العناصر الثمانية للطريق لها صفة «السليم» أو «الحق»، والتي هي ترجمة لكلمة samyañc (في اللغة السنسكريتية). ودلالة هذه الكلمة هو الاكتمال، العمل الجماعي، والترابط، ويمكن أيضا أن تشير إلى معاني «الكمال» أو «المثالية».، وبالتالي هي النظر السليم، النية السليمة، الكلمة السليمة، العمل السليم، كسب الرزق السليم، الجهد السليم، الذهن السليم، والتركيز السليم.
في رمزية البوذية، يمثل الطريق النبيل الثماني غالبا باستخدام عجلة دارما، والتي لها ثمانية عوارض تمثل الطريق الثماني.